# Hyperion (attrazione)

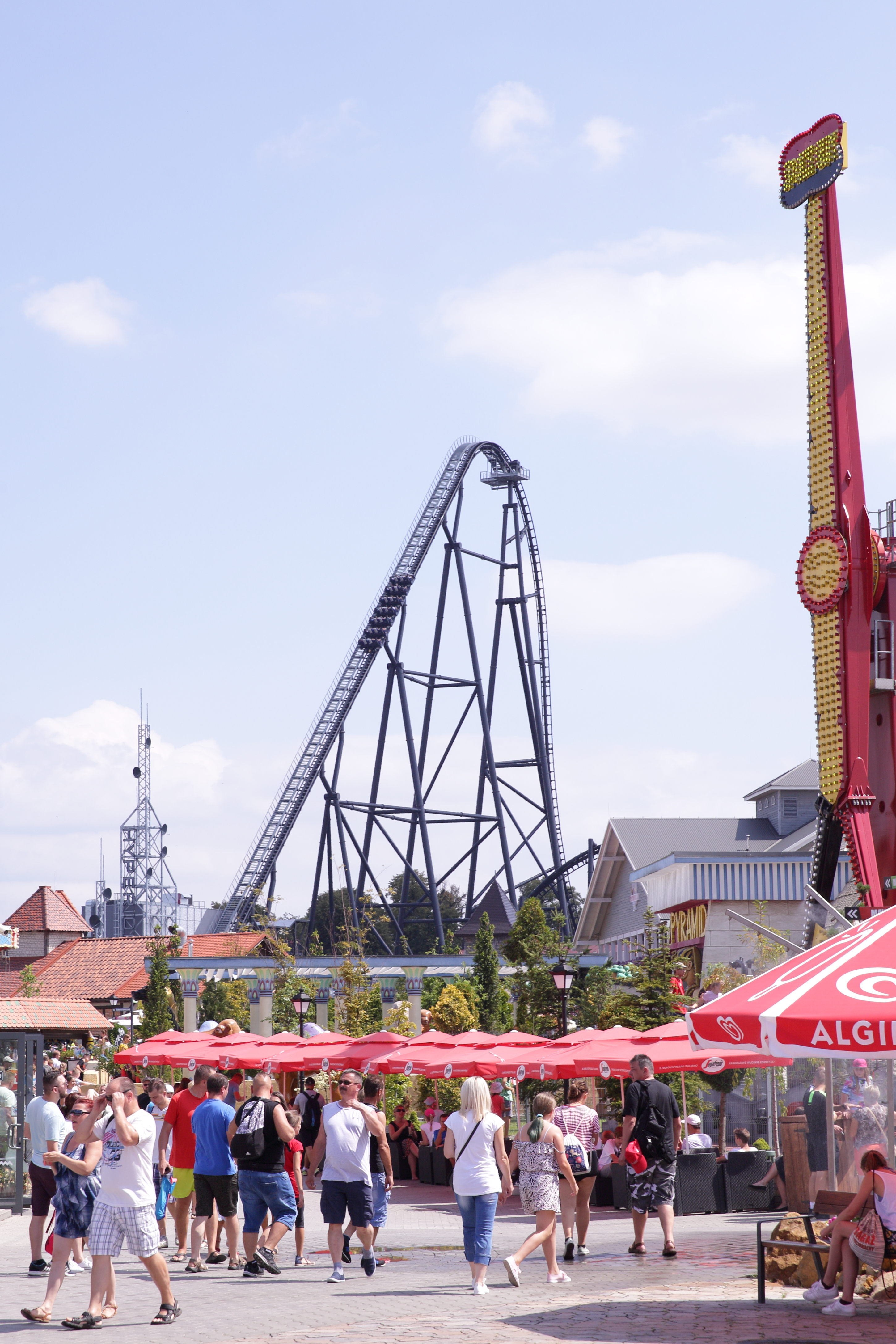
Hyperion

Hyperion è una montagna russa sita nel parco divertimenti polacco Energylandia, inaugurata nel 2018. il suo nome è uguale alla omonima luna di Saturno. Hyperion è di costruzione Intamin.

## Storia
I primi teaser dell'attrazione iniziarono con dei video su YouTube, ritraenti un ipotetico mega coaster. Hyperion venne annunciata nel 2017 e la costruzione iniziò da lì a poco. l'apertura venne ufficializzata al 14 luglio 2018.

## Esperienza
Immediatamente dopo aver lasciato la stazione, il treno inizia a salire la collina di 77 metri. Dopo aver raggiunto la cima della salita, il treno scende di 82 metri ad un angolo di 85 gradi in un tunnel, raggiungendo una velocità di 142 chilometri all'ora. Il treno quindi esce dal tunnel e viaggia su una collina. Seguendo questa collina, il treno entra in un'inversione che consiste in una grande inversione di tendenza simile a un Dive Drop. Il treno si inclina quindi a sinistra ad alta velocità prima di percorrere una piccola collina inclinata. Questa collina è immediatamente seguita da una collina molto più grande. Il treno percorre quindi una grande svolta sopraelevata a sinistra, passando sotto la struttura della collina dell'ascensore. Questa svolta è seguita da una serie di piccole colline e curve inclinate prima del freno finale. C'è una caratteristica dell'acqua composta da fontane su entrambi i lati della pista immediatamente prima del freno finale.

## Critica
Hyperion è stato generalmente ben acclamato dalla critica, che hanno complimentato la montagna russa per il suo air time, ma disprezzato la scomodità nella parte inferiore del treno.

## Incidenti

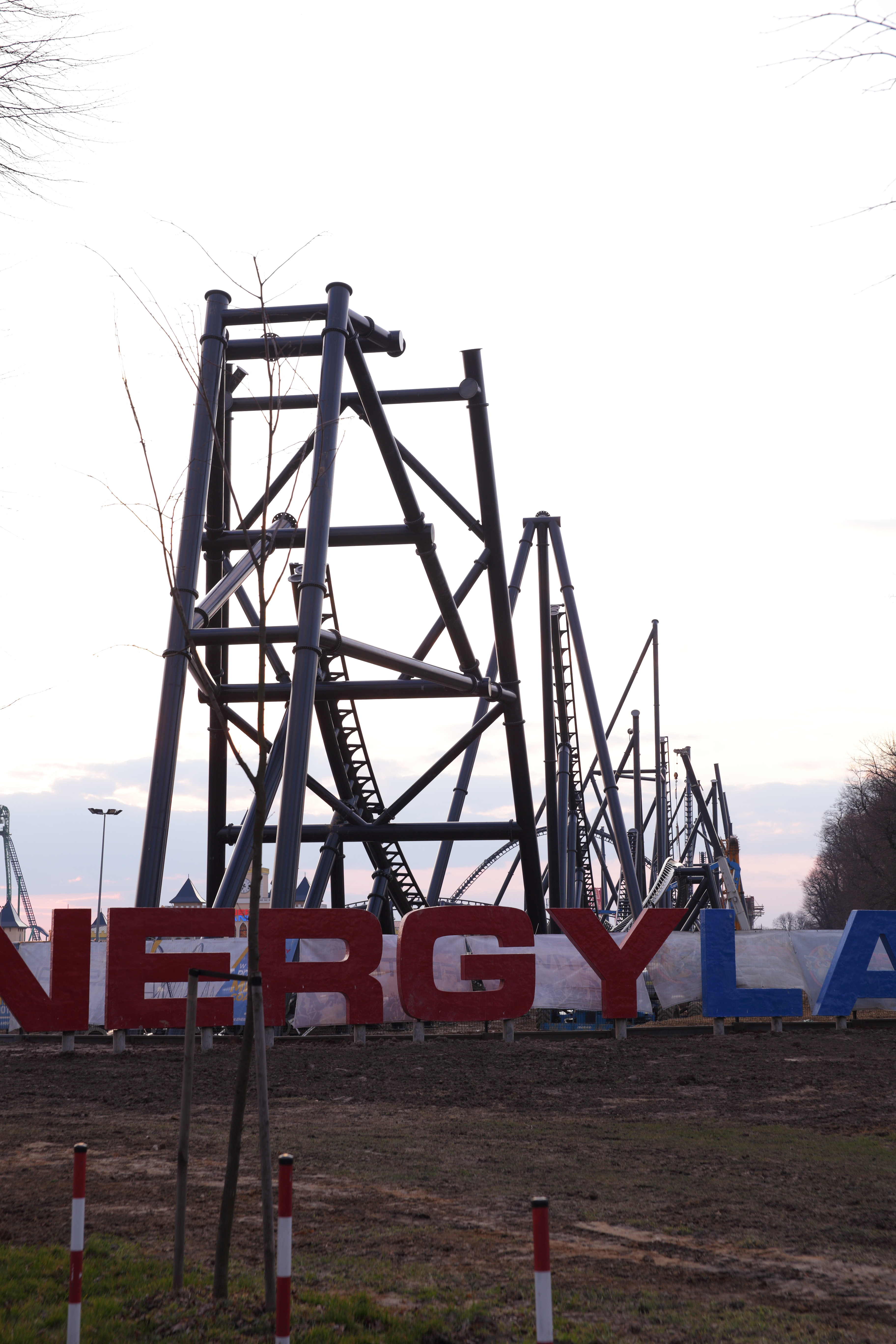
Hyperion in costruzione nell'aprile 2018

Il 16 agosto 2018, un impiegato del parco è stato ferito a morte quando è stato colpito da uno dei treni di Hyperion. Si ritiene che l'impiegato stesse cercando un telefono perso da un ospite quando è stato colpito dal passaggio del treno.